# La Mère de Dieu aux trois mains
La Mère de Dieu aux trois mains est une icône actuellement conservée au monastère de Hilandar, le monastère serbe du mont Athos, en Grèce. Elle est considérée comme la protectrice de la Serbie et du peuple serbe.

## Légende
La légende de la « Mère de Dieu aux trois mains » commence lorsque l'empereur byzantin, Léon III l'Isaurien, prescrit de détruire les « saintes images », en 730, et que Jean Damascène s'y oppose très vigoureusement. Pour éliminer cet adversaire cultivé et intelligent, l'empereur Léon III envoie au calife (dont Jean Damascène était alors le ministre) une lettre prétendument signée de Jean, qui proposait rien moins que de livrer Damas aux Byzantins. Ce faux accusait donc Jean d'avoir trahi le calife.
Le calife se laissa prendre et pensa que son ministre chrétien, Jean, l'avait trahi au profit de l'empereur de Constantinople. Il le fit arrêter et, après lui avoir fait trancher la main droite conformément à la charia, le renvoya dans l'Empire chrétien qui persécutait alors les partisans des saintes images. Jean récupéra sa main coupée et se retira dans son oratoire pour s'adresser ainsi à la Sainte Vierge : « Très pure Vierge Marie, toi qui as enfanté mon Dieu, toi qui sais pourquoi ma main droite a été coupée, toi qui peux, s'il te plaît, me la rendre et la rattacher à mon bras. Je te demande cette grâce avec instance pour que j'emploie désormais cette main à écrire les louanges de ton Fils et les tiennes. »
La Vierge lui apparut pendant son sommeil et lui dit : « Tu es maintenant guéri, compose des hymnes, écris mes louanges, accomplis ainsi ta promesse. » En remerciement, Jean fit placer un ex-voto sur cette icône princière : l'image d'une main, celle qui lui fut miraculeusement rendue par la Très Sainte Mère de Dieu. L'ex-voto fut plus tard représenté sur toutes les répliques de cette icône particulière qui devint ainsi, avec son ex-voto, un nouveau type d'icône de la Mère de Dieu.
Selon la tradition, saint Sava apporta l'icône au mont Athos, au monastère de Hilandar, réalisant une prophétie ancienne selon laquelle cette icône, l'une des plus sacrées de l’Église orthodoxe, devait être remise à un moine de sang royal. Elle fut ensuite transférée dans la capitale du monarque serbe Stefan Uroš IV Dušan, Skopje, où elle acquit le titre d'icône protectrice de la Serbie. Lors de toutes les batailles de Stefan Uroš IV Dušan, l'icône était portée devant l'armée serbe et l'empereur ne perdit jamais une bataille tant qu'il était en sa présence. Plus tard, à une époque indéterminée, mais après les conquêtes turques, elle fut rapportée de Skopje au mont Athos, dans le monastère de Hilandar, où elle se trouve encore aujourd'hui. L'icône actuelle n'est pas antérieure au XIVe siècle, et c'est donc une réplique d'une œuvre plus ancienne remplacée par une neuve.
La légende fait également référence au fait que le monastère de Hilandar n'a pas d'higoumène. Selon la légende, une année les moines ne parvinrent pas à élire le nouvel higoumène du monastère. Un matin, à leur réveil, ils trouvèrent l'icône de la Toute Sainte sur le siège de l'higoumène. Les moines la replacèrent à sa place habituelle. Mais le lendemain, elle était de nouveau sur le siège higouménal. Les moines, une fois encore, la remirent à sa place. La troisième nuit, le moine le plus haut dans la hiérarchie reçut la visite de la Mère de Dieu elle-même qui lui dit : « Je suis l'higoumène du monastère ». Depuis ce jour, on n'élit plus d'higoumène au monastère de Hilandar, et c'est le second père qui le dirige. En 1866, les moines de Hilandar, pour la première fois depuis le miracle, ont élu un higoumène en leur sein.